# 김기덕 (1983년)
김기덕(1985년 6월 30일 ~ )은 대한민국의 축구 선수이며, 포지션은 센터백이다.